# Bangka Selatan
Bangka Selatan ist ein indonesischer Regierungsbezirk (Kabupaten) in der indonesischen Provinz Bangka-Belitung. Ende 2023 leben hier über 210.000 Menschen auf 3.600 Quadratkilometern. Der Regierungssitz des Kabupaten Bangka Tengah ist der Küstenort Toboali im Süden des Bezirks.

## Geographie
Der Bezirk Bangka Selatan ist mit 21,56 Prozent der größte der sechs Kabupaten der Provinz. Damit belegt er Rang 51 der 120 Kabupaten auf der Insel Sumatra.

### Wetter und Klima
Die Insel Bangka liegt auf der südlichen Hemisphäre und es herrscht tropisches Regenwaldklima (feuchttropisches Klima). Man unterscheidet eine trockene Jahreszeit (April bis Juni) und die Regenzeit (September bis Dezember). Im Jahr 2020 lagen die Temperaturen im Bezirk Bangka Selatan im Bereich zwischen 20,4 und 35,2 °C, der Mittelwert betrug 26,7 °C. Die Luftfeuchte lag im Mittel bei 86 Prozent und die Sonnenscheindauer betrug 51,2 Prozent. An 186 Tagen gab es 2871,5 mm Niederschlag.

### Lage
Der Kabupaten Bangka Selatan liegt im Süden der Insel Bangka und grenzt im Norden an den Kabupaten Bangka Tengah. Ansonsten ist er vom Wasser umgeben, im Süden von der Javasee, im Westen von der Bangkastraße (indonesisch Laut Bangka) sowie im Osten durch die Gasparstraße (indonesisch Selat Gaspar), welche die Hauptinseln Bangka und Belitung voneinander trennt. Die Entfernung vom Bezirkszentrum Toboali in die Provinzhauptstadt Pangkal Pinang beträgt 138, ins nordwestlich gelegene Mentok (Muntok) 264 km. Palembang ist im Westen ca. 200 km Luftlinie entfernt und die Landeshauptstadt Jakarta ca. 350 km südlicher (über die Javasee).
Zum Bezirk gehören 61 Inseln, nur 8 sind bewohnt. Lepar (169 km²) und Pongok (48 km²) sind die beiden größten Inseln. Die meisten Inseln gehören zu den Kecamatan Tobali (21) und Lepar (28).
Bangka Selatan erstreckt sich zwischen 2° 26′ 24,5″ und 3° 08′ 08,5″ s. Br. und 105° 52′ 28,3″ und 107° 06′ 08,7″ ö. L.

## Verwaltungsgliederung
Bangka Selatan gliedert sich seit 2012 in acht Distrikte oder Unterbezirke (indonesisch Kecamatan) mit 53 Dörfern (indonesisch Desa) von denen 3 als Kelurahan städtisch geprägt sind. Sie lagen alle im hauptstädtischen Distrikt Toboali (Tanjung Ketapang, Teladan und eben Toboali).
| Code 1   | Kecamatan Distrikt  | Ibu Kota Verwaltungssitz | Fläche (km²) | Einw. Census 2010 2 | Volkszählung 2020 3 | Volkszählung 2020 3 | Volkszählung 2020 3 | Anzahl der Dörfer | Anzahl der Dörfer |
| Code 1   | Kecamatan Distrikt  | Ibu Kota Verwaltungssitz | Fläche (km²) | Einw. Census 2010 2 | Einw. 3             | 0Dichte 40          | Sex Ratio 5         | Anzahl der Dörfer | Anzahl der Dörfer |
| -------- | ------------------- | ------------------------ | ------------ | ------------------- | ------------------- | ------------------- | ------------------- | ----------------- | ----------------- |
| 19.03.01 | Toboali             | Teladan                  | 1.460,34     | 65.138              | 77.212              | 52,9                | 105,83              | 11 6              |                   |
| 19.03.02 | Lepar Pongok        | Tanjung Labu             | 172,31       | 11.706              | 7.957               | 46,18               | 109,8               | 4                 |                   |
| 19.03.03 | Air Gegas           | Air Gegas                | 853,64       | 37.748              | 41.856              | 49,03               | 108,2               | 10                |                   |
| 19.03.04 | Simpang Rimba       | Simpang Rimba            | 362,30       | 21.196              | 23.848              | 65,8                | 106,82              | 7                 |                   |
| 19.03.05 | Payung              | Payung                   | 372,95       | 18.614              | 20.907              | 56,06               | 106,1               | 9                 |                   |
| 19.03.06 | Tukak Sadai         | Tiram                    | 126,00       | 9.945               | 12.787              | 101,48              | 105,4               | 5                 |                   |
| 19.03.07 | Pulau Besar         | Batu Betumpang           | 169,87       | 8.181               | 9.335               | 54,95               | 113,4               | 5                 |                   |
| 19.03.08 | Kepulauan Pongok00  | Pongok                   | 89,67        | –0                  | 4.287               | 47,81               | 108,1               | 2                 |                   |
| 19.03    | Kab. Bangka Selatan | Kab. Bangka Selatan      | 3.607,08     | 172.528             | 198.189             | 54,94               | 106,8               | 53 (50/3)         |                   |

## Geschichte
Der Kabupaten Bangka Selatan entstand zeitgleich mit zwei weiteren Einheiten (Barat und Tengah). Sie entstanden Anfang des Jahres 2003 aus dem Kabupaten Bangka, einem der beiden „Gründungsbezirke“ der im Jahr 2000 gebildeten Provinz Kepulauan Bangka Belitung. Hierbei gab der „Mutterbezirk“ Bangka 31,3 Prozent seines südlichen Territoriums (5 Kecamatan mit 3.607,08 von 11.534,14 km²) an den neugebildeten Kabupaten ab.
Durch Ausgliederung von Dörfern entstanden drei neue Kecamatan, so Tukak Sadai (5 von 16 Dörfern des Kec. Toboali) und Pulau Besar (5 von 14 Dörfern des Kec. Payung). Schließlich entstand im Jahr 2012 der Kecamatan Kepulauan Pongok, gebildet von 2 der 6 Dörfer des Kecamatan Lepar Pongok.

## Demographie
Bangka Selatan vereint 13,82 % der Provinzbevölkerung, damit wird der Platz vier unter den sechs Kabupaten belegt – entsprechend Platz 86 von 120 Kabupaten auf der Insel Sumatra. Mit einer Bevölkerungsdichte von 58,5 Einwohnern je Quadratkilometer liegt der Bezirk vor Belitang Timur auf dem vorletzten Platz aller Kabupaten der Provinz.
Der Frauenanteil hat sich zwischen den beiden Volkszählungen 2010 und 2020 sowie zum Jahresende 2023 ständig erhöht und bewegt sich auf Werten über 48 Prozent.
| Religion im Jahr 2020 | Religion im Jahr 2020 | Religion im Jahr 2020 | Religion im Jahr 2020 |
| Religion              | Anteil (%)            | Gebäude               |                       |
| --------------------- | --------------------- | --------------------- | --------------------- |
| Islam                 | 96,75                 | 167 1                 |                       |
| Christen insg.        | 01,10                 | 018                   |                       |
| Davon:                |                       |                       |                       |
| Protestanten          | 00,68                 |                       |                       |
| Katholiken            | 00,42                 |                       |                       |
|                       |                       |                       |                       |
| Hindus                | 00,13                 | 5 Pura (Tempel)       |                       |
| Buddhisten            | 00,77                 | 1 Vihara (Kloster)    |                       |
| Konfuzianer           | 01,24                 | 17 Kelenteng          |                       |

| Jahr  | Gesamt- Bevölkerung | Männer   | %      | Frauen  | %      |
| ----- | ------------------- | -------- | ------ | ------- | ------ |
| 02010 | 0172.528            | 0089.510 | 051,88 | 083.018 | 048,12 |
| 02020 | 0198.189            | 0102.247 | 051,59 | 095.742 | 048,31 |
| 02023 | 0210.344            | 0108.377 | 051,52 | 101.967 | 048,48 |

### Soziale Daten 2020
| Merkmal                                                             | Kab. Bangka Selatan | 0Prov. Kep. Bangka Belitung0 |
| ------------------------------------------------------------------- | ------------------- | ---------------------------- |
| Bevölkerung unterhalb der Armutsgrenze (Tsd.)00                     | 07,49               | 68,39                        |
| Anteil der „armen Bevölkerung“ (indonesisch Penduduk miskin) (%)000 | 03,52               | 04,53                        |
| Arbeitslosenrate (%)                                                | 05,42               | 05,59                        |
| Lebenserwartung bei der Geburt (Jahre)                              | 68,16               | 70,64                        |
| HDI-Index                                                           | 66,90               | 71,47                        |
| Analphabetenrate (in %, 15+ J.)                                     | 02,14               | 01,92                        |
| Anteil der Altersgruppen                                            | 0Real0              | 0Prozentual0                 |
| Kinder (<15 J.)                                                     | 048.6220            | 24,53                        |
| arbeitsfähige Bevölkerung (15–64 J.)                                | 142.1900            | 71,74                        |
| Rentner und Pensionäre (>65 J.)                                     | 007.3770            | 03,72                        |

### Aktuelle Daten der Bevölkerungsfortschreibung
Nachfolgende Tabelle gibt den Einwohnerstand nach Geschlecht vom Jahresende 2022 und 2023 wieder. Er resultiert aus den Ergebnissen der Fortschreibung durch die örtlichen Zivilregistrierungsbüros (Disdukcapil, indonesisch Dinas Kependudukan dan Pencatatan Sipil) und kann in einer interaktiven Karte abgerufen werden.
| Kecamatan              | 31.12.2022 | 31.12.2022 | 31.12.2022 | Fläche km² | 31.12.2023 | 31.12.2023 | 31.12.2023 | 31.12.2023         | 31.12.2023          |
| Kecamatan              | 0Insg.     | männl.     | weibl.     | Fläche km² | 0Insg.     | männl.     | weibl.     | Dichte [Einw./km²] | Sex Ratio [M*100/F] |
| ---------------------- | ---------- | ---------- | ---------- | ---------- | ---------- | ---------- | ---------- | ------------------ | ------------------- |
| Toboali                | 80.702     | 41.320     | 39.382     | 796,12     | 82.938     | 42.477     | 40.461     | 104,2              | 104,98              |
| Lepar                  | 8.089      | 4.216      | 3.873      | 232,36     | 8.144      | 4.264      | 3.880      | 35,0               | 109,90              |
| Airgegas               | 42.888     | 22.222     | 20.666     | 1.027,87   | 43.644     | 22.664     | 20.980     | 42,5               | 108,03              |
| Simpang Rimba          | 24.857     | 12.769     | 12.088     | 570,48     | 25.920     | 13.314     | 12.606     | 45,4               | 105,62              |
| Payung                 | 21.331     | 10.952     | 10.379     | 385,78     | 21.704     | 11.130     | 10.574     | 56,3               | 105,26              |
| Tukak Sadai            | 13.384     | 6.859      | 6.525      | 224,29     | 13.707     | 7.054      | 6.653      | 61,1               | 106,03              |
| Pulau Besar            | 9.799      | 5.147      | 4.652      | 337,93     | 10.025     | 5.271      | 4.754      | 29,7               | 110,88              |
| Kepulauan Pongok       | 4.203      | 2.166      | 2.037      | 49,37      | 4.262      | 2.203      | 2.059      | 86,3               | 106,99              |
| Kab. Bangka Selatan000 | 205.253    | 105.651    | 99.602     | 3.624,20 1 | 210.344    | 108.377    | 101.967    | 58,0               | 106,29              |